# Tornike Kipiani
Tornike Kipiani (en georgiano: თორნიკე ყიფიანი) (n. Tbilisi, Unión Soviética, 11 de diciembre de 1987) es un cantante y compositor georgiano. Representó a Georgia en el Festival de Eurovisión 2020 y 2021 en Róterdam.

## Carrera musical
En 2014, participó en la primera edición de la versión georgiana de X Factor, donde su mentora fue Tamta. En ella, fue proclamado como ganador. 
Más tarde, en 2017, participó en la preselección georgiana de Eurovisión, donde interpretó la canción You Are My Sunshine junto a Giorgi Bolotashvili, compuesta en su totalidad por Tornike. En la final nacional, terminaron vigesimoterceros de un total de veinticinco participantes. 
En 2019, participó en el concurso de talentos Georgian Idol, ganando la final celebrada el 31 de diciembre, y consiguiendo así la posibilidad de representar a su país en el Festival de la Canción de Eurovisión 2020 con la canción Take Me As I Am. Sin embargo, el festival fue cancelado debido a la pandemia de COVID-19. Como curiosidad, Tornike quedó en primera posición cada semana durante su participación en Georgian Idol, excepto en la primera gala en directo.
Tras la suspensión de Eurovisión 2020, la radiodifusora pública georgiana seleccionó al artista para representar al país en el certamen de 2021, esta vez con el tema «You».

## Discografía

### Sencillos
- «You Are My Sunshine» (2017, Giorgi Bolotashvili)
- «Take Me As I Am» (2020)
- «You» (2021)